# Orphulella brachyptera
Orphulella brachyptera är en insektsart som beskrevs av Rehn, J.A.G. och Morgan Hebard 1938. Orphulella brachyptera ingår i släktet Orphulella och familjen gräshoppor. Inga underarter finns listade i Catalogue of Life.